# 安哥拉 (印第安納州)
安哥拉（英語：Angola）是一個位於美國印地安納州斯托本縣的城市。根據2010年美國人口普查，該地人口為8612人，而該地的面積約為16.94平方千米。同時該地也是斯托本縣的縣治。

## 地理
安哥拉的座標為41°38′13″N 85°00′03″W / 41.63694°N 85.00083°W，而該地的平均海拔高度為324米（即1063英尺）。